# Resident Evil Code: Veronica
Resident Evil Code: Veronica (jap. バイオハザード コードベロニカ Baiohazādo Kōdo: Beronika) – gra komputerowa z gatunku survival horror, wyprodukowana i wydana w 2000 roku przez Capcom. Pierwotnie przeznaczona na konsolę Dreamcast, należąca do serii Resident Evil gra doczekała się później specjalnych portów na konsole PlayStation 2 (Resident Evil Code: Veronica X) i GameCube, w których poprawiono oprawę graficzną i zmieniono przerywniki filmowe. W 2011 roku Code: Veronica ukazał się w zremasterowanej wersji na konsole PlayStation 3 i Xbox 360.
Fabuła gry skupia się na wydarzeniach zaistniałych po Resident Evil 2. Główną bohaterką gry jest Claire Redfield, która wyrusza na poszukiwana swojego brata Chrisa po tym, jak uległo zniszczeniu miasto Raccoon City, lecz zostaje aresztowana przez ludzi ze złowrogiej korporacji Umbrella. Po uciecze z więzienia Claire postanawia wraz z nowo poznanym Steve'em Burnside'em uciec z wyspy. Na swojej drodze staje im rodzeństwo Alfred i Alexia Ashford, będące w posiadaniu kolejnego groźnego wirusa o kryptonimie T-Veronica.
Resident Evil Code: Veronica został początkowo dobrze przyjęty przez recenzentów, w dużej mierze dlatego, że był pierwszą produkcją z serii oferującą w pełni trójwymiarową oprawę graficzną oraz posiadał wyróżniającą się fabułę. Gra Capcomu nie wytrzymała jednak próby czasu, w zremasterowanej wersji zbierając średnie recenzje. Recenzja na portalu IGN wskazuje na przestarzały system sterowania oraz tani sposób straszenia gracza.